# Kabelový modem

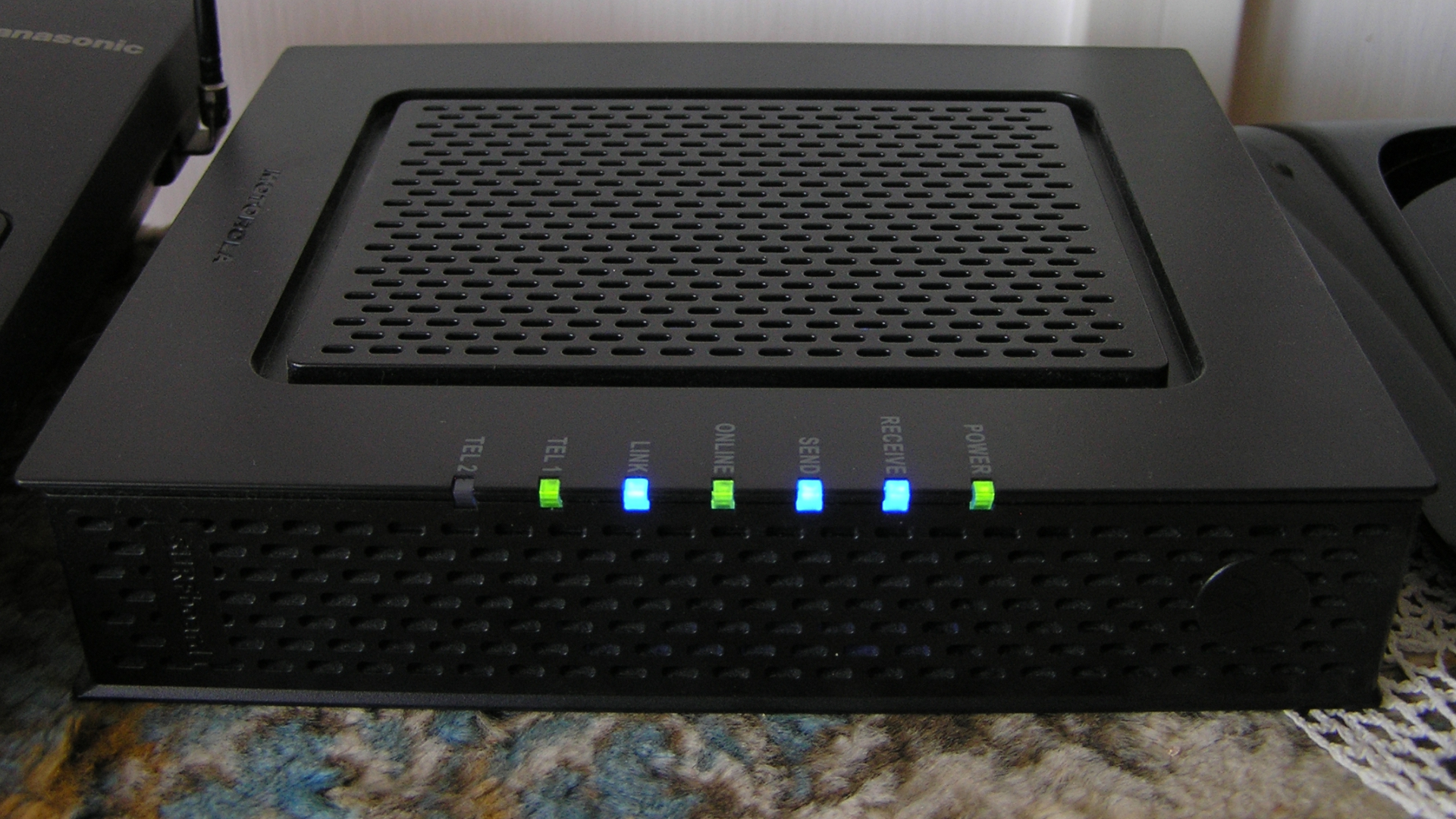
Kabelový modem Motorola SURFboard SBV6120E EuroDOCSIS 3.0

Kabelový modem je zařízení používané pro přístup k Internetu pomocí sítě kabelové televize. Pro připojení počítače je vybaven rozhraním typu Ethernet.
Kabelové modemy spolu s ADSL patří k technologiím poskytujícím trvalé širokopásmové připojení k Internetu. Kabelový modem kombinuje funkci síťového mostu a modemu a v současných sítích používajících hybridní opticko-koaxiální (HFC) rozvody nebo rozvody typu RFoG umožňuje připojení k Internetu s přenosovou rychlostí podle zvoleného tarifu do stovek Mbit/s pro download a jednotek až desítek Mbit/s pro upload.